# Ярость (предстоящий фильм)
«Я́рость» (англ. The Rage) — предстоящий художественный фильм Пола Гринграсса в жанре исторической драмы. В фильме снимутся Эндрю Гарфилд и Томасин Маккензи.

## Сюжет
В центре сюжета — крестьянское восстание 1381 года и его лидер Уот Тайлер.

## В ролях
- Эндрю Гарфилд
- Томасин Маккензи

## Производство
В мае 2022 года стало известно, что Пол Гринграсс станет режиссёром и сценаристом фильма с предварительным названием «Капюшон» (англ. The Hood), главную роль в котором должен был сыграть Бенедикт Камбербэтч. В феврале 2025 года у фильма изменилось название на «Ярость» (англ. The Rage), а главную роль в нём предложили Мэттью Макконахи. Продюсером «Ярости» стал Джейсон Блам. В мае 2025 года на главную роль в фильме вместо Макконахи был утверждён Эндрю Гарфилд. В июне 2025 года к актёрскому составу присоединилась Томасин Маккензи, а компания Focus Features приобрела права на дистибуцию фильма. Съёмки планируется начать осенью 2025 года в окрестностях Баварии.